# トゥロフのキリル
トゥロフのキリル（Cyril of Turov、Kirill of Turov、教会スラヴ語 Кѷриллъ Туровськiй、ベラルーシ語: Кірыла Тураўскі、ロシア語: Кирилл Туровский、1130年 - 1182年）は、ロシア正教会の監督であり聖人。彼は現在のベラルーシ南部にあるトゥーロフ公国に住み、キエフ大公国の最初で最高の神学者の一人だった。正教会での彼の聖人暦は4月28日である。彼は1969年に教皇パウロ6世によってローマカトリック教会の暦に追加された。 